# Jacques Van Melkebeke

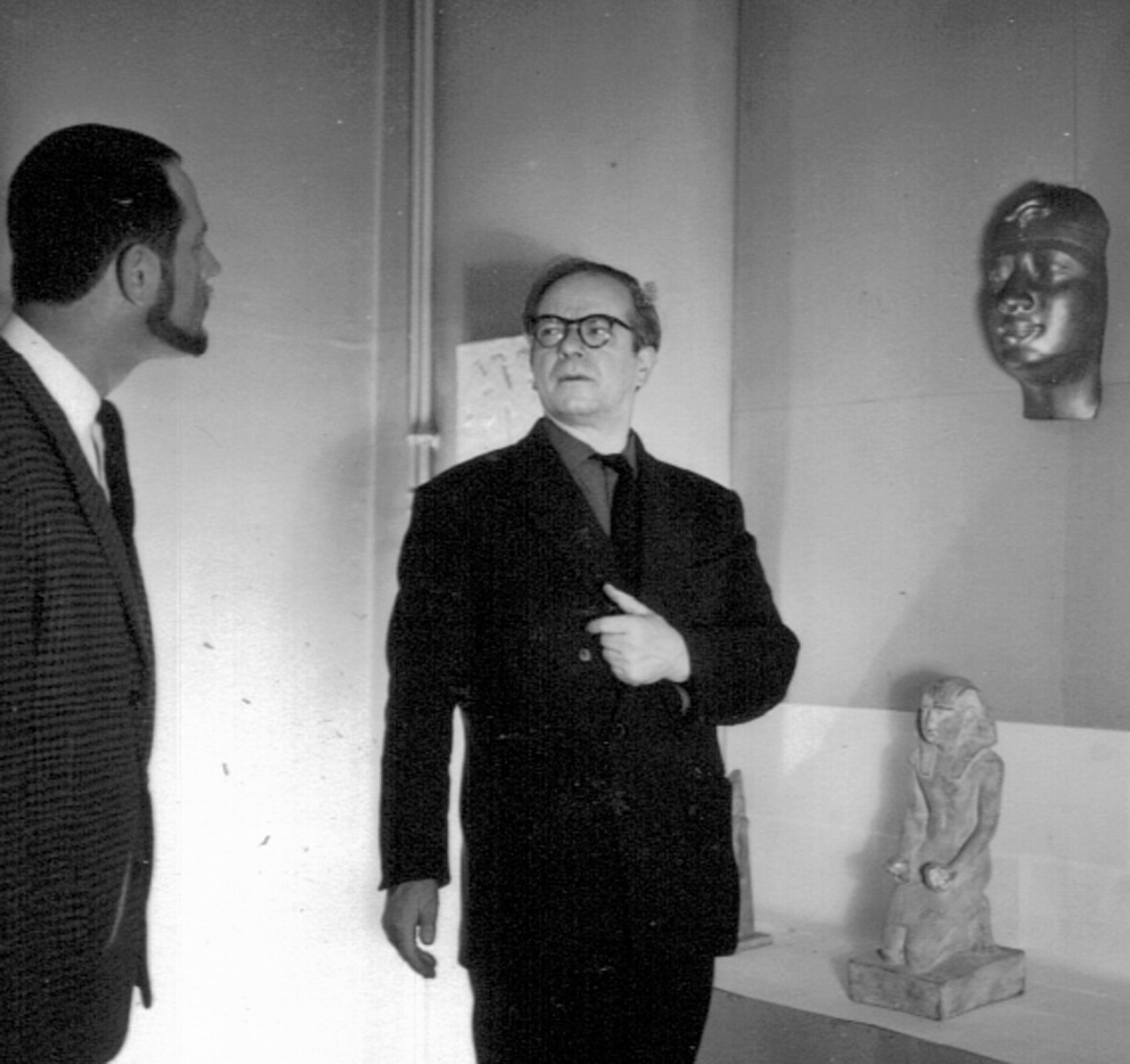
Jacques Van Melkebeeke (1960)

Jacques Van Melkebeke (* 12. Dezember 1904 in Brüssel; † 8. Juni 1983) war ein belgischer Comicautor.

## Werdegang
Jacques Van Melkebeke besuchte die Akademie der Schönen Künste in Brüssel, wo er Jacques Laudy kennenlernte. Er arbeitete zunächst als Maler und Zeichenprofessor und begann 1940 mit Hergé und Paul Jamin für die Jugendbeilage von Le Soir zu arbeiten. Die Tätigkeiten unter deutscher Besatzung führte 1947 zu seinem vorzeitigen Rücktritt als Chefredakteur von Tintin.
Er lieferte Material für die Geschichten von Tim und Struppi und schrieb mit Tintin aux Indes ou le mystère du diamant bleu und Monsieur Boullock a disparu zwei Theaterstücke, die 1941 und 1942 uraufgeführt wurden. Bei der Uraufführung des ersten Stückes machte er Hergé mit seinem Jugendfreund Edgar P. Jacobs bekannt.
Bis zu seinem Lebensende blieb er der Malerei und dem Schreiben treu. Seine Mitarbeit an Serien wie Tim und Struppi, Blake und Mortimer, Corentin und Hassan et Kaddour war der damaligen Leserschaft nicht bekannt.   
Das Aussehen von Professor Mortimer in Blake und Mortimer ist Jacques Van Melkebeke nachempfunden.